# Ćmachowo
Ćmachowo – wieś w Polsce położona w województwie wielkopolskim, w powiecie szamotulskim, w gminie Wronki, przy drodze wojewódzkiej nr 182.

## Nazwa
Po raz pierwszy odnotowana została w łacińskim dokumencie z 1358 oblatowanym w 1592 jako "Cmachowo", w 1388 "Czmachowo", 1397 "Chmachowo", 1397 błędnie "Sczmakowo", 1399 "Dzmachowo", 1403 "Szmachowo, Dzamachowo", 1510 "Czamachowo".
Nazwa wsi wywodzi się od słowa staropolskiego: ćmok, ćmuk - ponury, zasępiony.

## Historia
Możliwe, że wieś istniała wcześniej niż archiwalne zapisy historyczne.  W połowie XIX w. odkryto tu cmentarzysko z epoki brązu. Stąd pochodzi naszyjnik w kształcie korony (z epoki młodszego brązu), jeden z trzech egzemplarzy znajdujących się w muzeach archeologicznych w Polsce.
Wieś pierwotnie związana była z Wielkopolską. Ma metrykę średniowieczną i istnieje co najmniej od drugiej połowy XIV wieku. Początkowo własnością szlachecką należącą do Ćmachowskich, którzy od nazwy wsi przyjęli odmiejscowe nazwisko. Od XVI wieku należała do Boboleckich. W 1476 wieś leżała w powiecie poznańskim województwa poznańskiego w Koronie Królestwa Polskiego. W 1508 należała do parafii Biezdrowo.
Pierwszy zachowany zapis związany ze wsią pochodzi z 1358 kiedy to podkoniuszy poznański oraz dziedzic ćmachowski Hamlet (oryg. "Gamletus") dał Hektorowi, dziedzicowi pierwoszewskiemu jezioro Sieradowo oraz ziemię, którą (w tekście łacińskim odnotowano jako ,,angulus seu spatium terre” czyli „kąt ziemi”, leżącą od jeziora do drogi z Wronek do Orla Wielkiego. W zamian otrzymał od niego połowę młyniska czyli placu, na którym nad rzeką Kanią stał młyn.
W 1388 odnotowano świadka Sławętę z Kłodziska, brata Janusza i Mrokoty Wróblewskich oraz Hektora Ćmachowskiego. W 1397 i 1403 wspomniany został dziedzic wsi Ćmachów i Wróblew Mrokota z Ćmachowa. W latach 1397-1408 zanotowano Hektora (w oryg. "Jaktor") Ćmachowskiego z Ćmachowa i z Wróblewa.
W 1397 Mrokota Ćmachowski toczył spór sądowy z Janem z Przyborowa. W latach 1401-1405 Hektor Ćmachowski był w sporze z bratem Mrokotą z Wróblewa o części wsi Białcz i Wróblewo. W  1400 Tomasz dziedzic Pożarowa zapowiedział przed sądem ziemskim granice swojej dziedziny Pożarowo wraz z wsiami Biezdrowo, Ćmachowo, Wróblewo oraz Kłodzisko. W 1403 Mrokota Ćmachowski toczył spór sądowy z Paszkiem Bylińskim o 1,5 grzywny z tytułu poręki. W latach 1403-1404 Hektor Ćmachowski zeznał, że w Białczu odbył się sąd z powodu zabójstwa poddanego szlachcica Wincentego Obrzyckiego. Z wyroku sądu Hektor miał zapłacić Wincentemu Obrzyckiemu 5 grzywien główszczyzny.
W XIV i XV wieku odnotowano też pochodzących ze wsi kmieci. W 1399 Piotra, a w 1416 prawdopodobnych kmieci Jana, Sobaka, Arnolda, którzy byli świadkami w sporze Jakuba i Mikosza dwóch innych kmieci ćmachowskich toczących spór sądowy z Przybigniewem z Biezdrowa. W 1418 pleban z Biezdrowa wypędził w niedzielę z kościoła ekskomunikowanego Ćmachowskiego, którego imienia nie wymieniono, z powodu jego procesu z kanonikiem poznańskim Bogusławem. W 1423 według zachowanej kopii z lat 1488-1492 odnotowano, że trzecie pole w Ćmachowie zwie się "Pamięcino" (oryg. "Pyanyaczyno"), z którego pobierano dziesięcinę należącą do uposażenia prebendy „Oporowo” kanonika w katedrze poznańskiej. W 1462 odnotowano Stachnę z Ćmachowa, żonę opatrznego Piotra z Ćmachowa, która sprzedała szlachciance Annie z Ryczywołu część Skrzetusza koło Ryczywołu za kwotę 20 grzywien. 
W latach 1422-1432 notowany był w średniowiecznych dokumentach procesowych Zachariasz z Ćmachowa oraz z Biezdrowa, Komorowa i Piaskowa. W 1427 zapłacił czynsz od sumy 40 grzywien Przybigniewowi, sołtysowi Białcza. W 1443 kupił za 600 grzywien od Mikołaja z Kłodziska połowę Kłodziska wraz z połową stawu i 1/4 młyna na rzece Kania. W latach 1455-1481 Zachariasz z Ćmachowa był patronem kościoła w Biezdrowie. W 1476 zapisał on Annie, żonie swojego syna Jana po 300 grzywien posagu oraz wiana na Wróblewie, a córce Katarzynie 8 grzywien czynszu dożywotniego na Ćmachowie z prawem wykupu za 100 grzywien.
W latach 1478-1495 właścicielem we wsi był syn Zachariasza Jan Ćmachowski, stryj Elżbiety żony Aleksandra z Gaju Wielkiego, tenutariusza w Obornikach oraz Sandki, żony Mikołaja Pawłowickiego. Do roku 1485 był on patronem kościoła biezdrowskiego. W 1492 zapisał swojej córce Dorocie, klarysce gnieźnieńskiej, 4 grzywny czynszu rocznego z Kłodziska. W 1482 oraz 1485 wg wzmianki z końca XVIII wieku odnotowano postępowanie sądowe w sprawie trzech kopców narożnych Biezdrowa, Ćmachowa i Pierwoszewa. Narożnik graniczny leżał przy drodze królewskiej biegnącej z Wronek do Sierakowa.
W latach 1517-1554 jako właściciel we wsi odnotowany został Piotr Ćmachowski. W 1517 wraz z żoną Małgorzatą oddał Bernardowi Grocholskiemu części we wsiach Siekowo, Siekowo Małe, Szczepankowo, Głodno, Biskupice, Barklino Stare i Trzebidza w powiecie kościańskim, które poprzednio nabył od niego z zastrzeżeniem wykupu za 900 złotych polskich. W 1518 żona Piotra Ćmachowskiego Małgorzata została wwiązana przez woźnego kościańskiego w 1/4 dóbr Siekowo, Siekowo Małe, Szczepankowo, Biskupice, Głodno, opuszczone Barklino Stare oraz połowę opustoszałej Trzebidzy. Dobra te odziedziczyła ona wraz z Katarzyną Roszkowską oraz z Bernardem synem Mikołaja Grocholskiego po zmarłej Annie Siekowskiej. W 1522 Piotr Ćmachowski spłacił 124 grzywien sumy głównej Łukaszowi altaryście altarii św. Małgorzaty w kościele parafialnym w Opalenicy. Od 1515 od sumy tej altarysta otrzymywał czynsz roczny w wysokości 10 grzywien z Ćmachowa oraz połowy Kłodziska. W 1525 odnotowano Beatę Ćmachowską, siostrę Macieja Pawłowskiego.
W 1535 Piotr Ćmachowski ustanowił opiekunów prawnych dla swych dzieci zrodzonych z żony Małgorzaty: Mikołaja, Katarzyny, Anny, Małgorzaty, Barbary, Łucji, Apolonii i Jadwigi oraz dla swych dóbr: Ćmachowa, Wróblewa, połowy Kłodziska, połowy Pierwoszewa, 1/3 Pożarowa oraz dziedziny opuszczonej o nazwie Pamięcino. W 1585 miejscowość przeszła w ręce Stanisława Boboleckiego z Bienina.
Miejscowość odnotowały także historyczne rejestry podatkowe dzięki którym znamy stosunki własnościowe we wsi. W 1508 pobrano ze wsi wiardunki wojenne od 11,5 łana, karczmy, młyna wodnego o jednym kole wodnym oraz jednego młyna opuszczonego. W 1563 miał miejsce pobór podatków od 10,5 łana osiadłego, od komornicy, młyna o jednym kole oraz od karczmy. W latach 1564-1465 wieś szlachecka Ćmachowo płaciła do klucza Wronki w starostwie wieleńskim za używanie lasów królewskich od 11 kmieci po 4,5 ćwiertni równej miary wronieckiej, po dwie kury oraz po gęsi. W 1577 pobór ze wsi zapłaciła Jadwiga Ćmachowska wdowa po Wojciechu Bzowskim. W 1580 syn Wojciecha Jakub Bzowski zapłacił pobór od 7,5 łana osiadłego, 3 półłanków opuszczonych, trzech zagrodników, komornika, kowala, młyna o jednym kole wodnym oraz kwarty roli karczmarskiej.
Wieś szlachecka Czmachowo położona była w 1580 roku w powiecie poznańskim województwa poznańskiego w Rzeczypospolitej Obojga Narodów. Wskutek II rozbioru Polski w 1793, miejscowość przeszła pod władanie Prus i jak cała Wielkopolska znalazła się w zaborze pruskim.
W latach 1954–1959 wieś należała do gromady Biezdrowo, po przeniesieniu siedziby gromady należała i była siedzibą władz gromady Ćmachowo. W latach 1975–1998 miejscowość administracyjnie należała do województwa pilskiego.
Wieś sołecka, położona 7 km od Wronek w kierunku Sierakowa. Przed II wojną światową majątek należał do niemieckiej rodziny von Backe.
We wsi znajduje się park, w którym zachowała się topola białodrzew o obw. 860 cm, rozwidlająca się na wysokości 80 cm na 3 olbrzymie odnogi. Usytuowany w parku pałac został zniszczony w 1945 r. przez żołnierzy Armii Radzieckiej.
Na terenie wsi funkcjonuje także klub sportowy oraz jednostka Ochotniczej Straży Pożarnej, założona w 1938 roku przez Alfreda von Backe.